# Alloplectus spectabilis
Alloplectus spectabilis là một loài thực vật có hoa trong họ Tai voi. Loài này được Wiehler ex L.E.Skog & Steyerm. mô tả khoa học đầu tiên năm 1987.